# Erzbistum Spoleto-Norcia
Das Erzbistum Spoleto-Norcia (lateinisch: Archidioecesis Spoletana-Nursina, italienisch: Arcidiocesi di Spoleto-Norcia) ist eine Erzdiözese der römisch-katholischen Kirche in Italien mit Sitz in Spoleto. Sie ist direkt dem Heiligen Stuhl unterstellt und gehört zur Kirchenregion Umbrien.

## Geschichte
Das Erzbistum wurde im 1. Jahrhundert als Bistum Spoleto begründet, welches am 5. Januar 1821 in den Rang eines Erzbistums aufstieg, jedoch ohne Sitz eines Metropoliten zu werden.
Nach einer starken Abnahme der Bevölkerung und damit der Diözesanen wurde das Erzbistum im Rahmen der Neugliederung der italienischen Diözesen am 30. September 1986 mit dem Bistum Norcia vereinigt und erhielt den Namen Erzbistum Spoleto-Norcia. In den folgenden Jahren wurden zahlreiche Pfarreien aufgelöst und auch die Zahl der Diözesan- und Ordenspriester nahm weiter ab.

## Weblinks

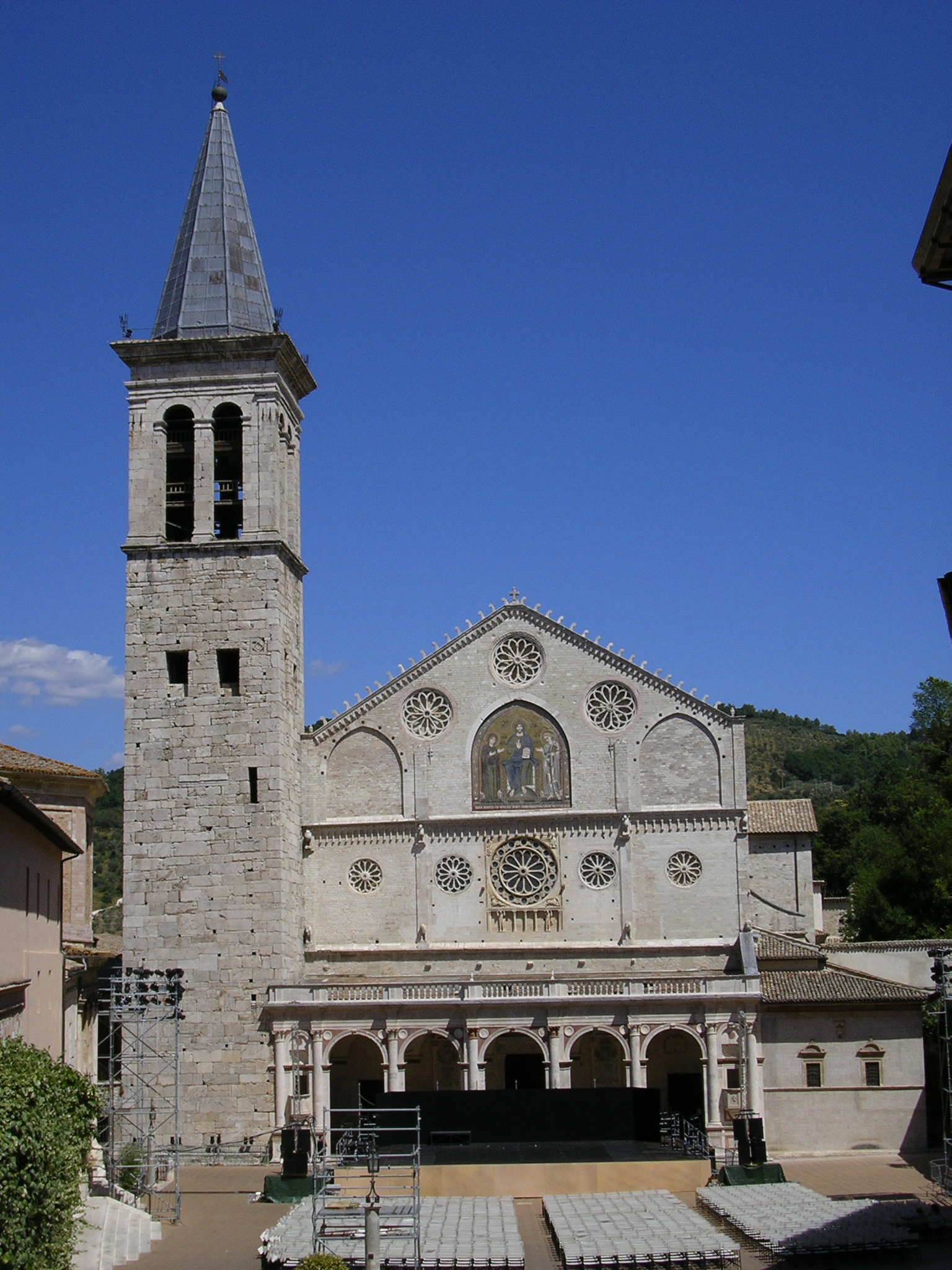
Spoleto: Kathedrale Santa Maria Assunta
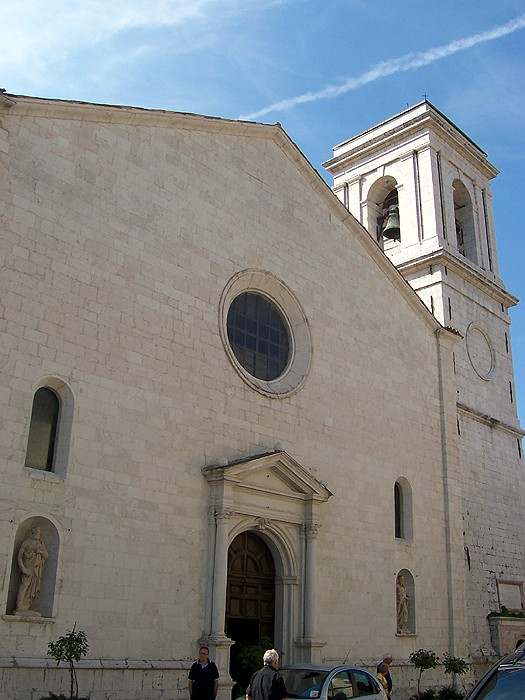
Norcia: Konkathedrale Santa Maria Argentea